# Barbara Schretter
Barbara Schretter (* 15. Juli 1963 in Oberammergau) ist eine deutsche Verwaltungsjuristin. Sie ist seit 2023 Regierungspräsidentin von Schwaben.

## Leben

### Ausbildung
Schretter erreichte 1979 die Mittlere Reife an der St. Irmengard Realschule in Garmisch-Partenkirchen. Danach machte sie von 1979 bis 1990 eine Ausbildung im mittleren Verwaltungsdienst und arbeitete bei den Landratsämtern Starnberg und Garmisch-Partenkirchen. Sie erreichte durch ein Studium von 1987 bis 1989 an der Bayerischen Beamtenfachhochschule in Hof den Abschluss Diplom-Verwaltungswirtin (FH).
Sie nahm 1990 ein Studium der Rechtswissenschaften an der Universität Augsburg auf und legte 1996 das zweite juristische Staatsexamen ab.

### Laufbahn
Barbara Schretter war von 1996 bis 1997 zunächst als selbstständige Rechtsanwältin in Garmisch-Partenkirchen tätig und wurde 1997 Richterin beim Verwaltungsgericht München. Im Jahr 2000 wechselte sie in das Referat für Landesverfassungsrecht, Projektgruppe Verwaltungsreform in der Bayerischen Staatskanzlei. Anschließend war sie von 2001 bis 2003 im Referat für Allgemeine Rechtsangelegenheiten, Europarecht im Bayerischen Staatsministerium für Gesundheit, Ernährung und Verbraucherschutz tätig. Sie kehrte wieder zurück in die Staatskanzlei und arbeitete dort von 2003 bis 2004 in der Stabsstelle Verwaltungsreform, von 2004 bis 2006 im Referat Bundesratsangelegenheiten und von 2006 bis 2010 als Leiterin des Büros des Amtschefs. Schretter übernahm 2010 die Leitung des Sachgebiets Politische Grundsatzfragen und Planung sowie Strategische Kommunikation und Öffentlichkeitsarbeit im Bayerischen Staatsministerium des Innern. 
Mit Wirkung vom 1. April 2016 zog es sie als Leiterin der Vertretung des Freistaates Bayern bei der Europäischen Union im Amt einer Ministerialdirigentin nach Brüssel.
Schretter wurde am 1. März 2023 zur ersten Regierungspräsidentin von Schwaben ernannt.